# Jean-Louis Delecroix
Pour les articles homonymes, voir Delecroix.
Jean-Louis Delecroix, né le 29 septembre 1947 à Mazingarbe dans le Pas-de-Calais, est un joueur de football français. 
Il a notamment été capitaine de l'équipe d'Amiens Sporting Club Football, puis a été entraîneur.
Il a disputé un total de 159 matchs en Division 2 avec Amiens.